# Alchemilla marsica
Alchemilla marsica é uma espécie de rosácea do gênero Alchemilla, pertencente à família Rosaceae.